# Richard Crane
 Richard Crane (n. 6 iunie 1918, Newcastle, Indiana, - d. 9 martie 1969 (50 ani), Hollywood, California) a fost un actor american.
A jucat în numeroase seriale de televiziune, ca de exemplu The Lone Ranger, Death Valley Days, Dragnet, Lassie, The Rifleman sau Gang Busters.

## Filmografie (selecție)
- 1951: Insula misterioasă
- 1953: The Neanderthal Man - ca Dr. Ross Harkness
- 1954: Crash of Moons
- 1954: Rocky Jones, Space Ranger
- 1955: The Eternal Sea - ca Lt. Johnson